# 이홍배 (1937년)
이홍배(1937년 1월 6일~)는 대한민국의 정치인이다. 제11대 국회의원을 지냈다.

## 역대 선거 결과
|  | 21.6% |

|  | 10.62% |

|  | 11.61% |

|  | 4.40% |

|  | 1.32% |